# مجرتا الهوائيات

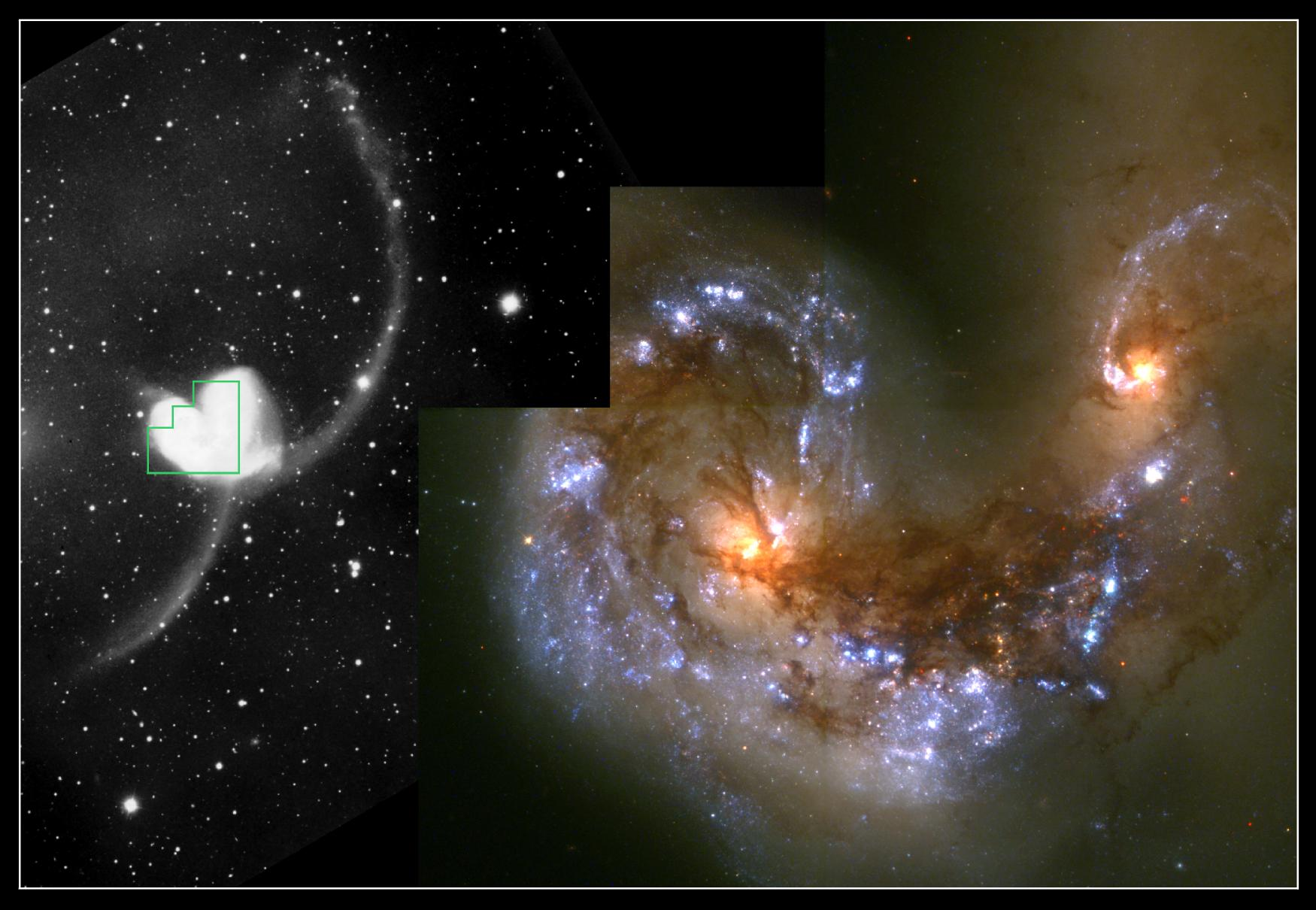
مجرتي الهوائيات ، (إلى اليسار) صورة من الأرض، و(إلى اليمين) صورة من تلسكوب هابل الفضائي (تكبير قلب الصورة).

مجرتي الهوائيات أو مجرتا الهوائيات في الفلك (بالإنجليزية: Antennae Galaxies أو NGC4038 / NGC4039) هما مجرتان تتفاعلان مع بعضهما البعض وتوجدان في كوكبة الغراب. وتمر المجرتان حاليا بحالة تفجر نجومي، بمعنى زيادة نشاط توالد نجوم فيهما. اكتشفهما العالم الفلكي وليام هرشل عام 1785.
- تقع NGC 4038 على المطلع مستقيم 12سا 01د 53.0ث 
 والميل −18° 52′ 10″
- وتقع NGC 4039 على المطلع مستقيم 12سا 01د 53.6ث 
 والميل:−18° 53′ 11″.

## مقدمة
تقع المجرتان من بين خمسة مجرات في مجموعة مجرات تسمى [[مجموعة إن جي سي
4038]] .

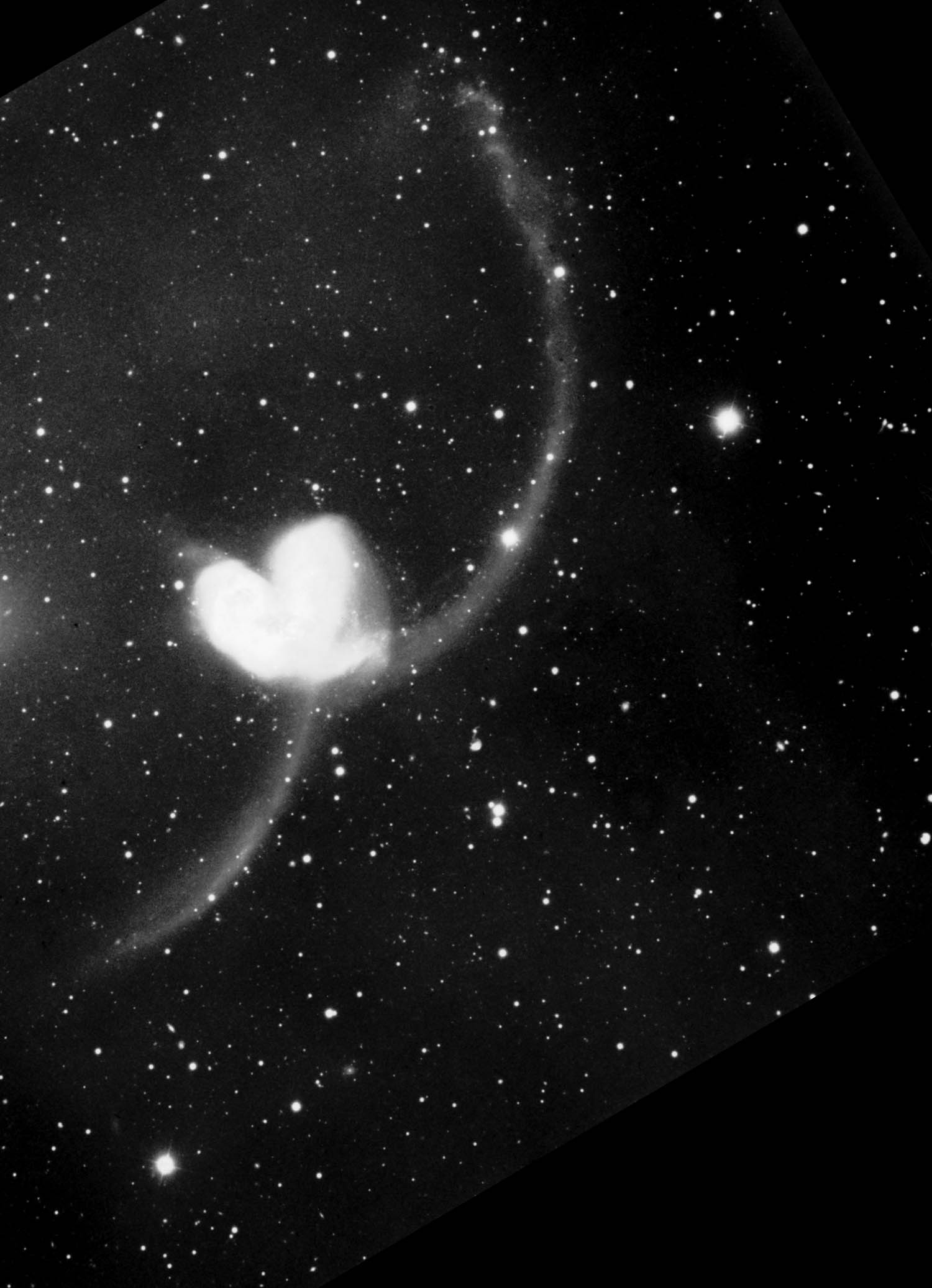

وتعرف المجرتان إن جي سي 4038 وإن جي سي 4039 بمجرتي الهوائيات بسبب الذيلان الطويلان المحتويان على نجوم وغبار كوني منطوران خارج المجرتين. نشأ الذيلان الذان يتخذان شكل «الهوائي» من تصادم المجرتين وهما يشبهان قرني استشعار حشرة. وتقترن حوصلتي المجرتين لتلتحمان وستكوّن مستقبلا مجرة ضخمة. ويعتقد أن معظم المجرات يشترك في مثل ذلك الاصتدام مرة على الأقل خلال فترة عمر المجرة، ويعتقد أن المجرات الكبرى تكونت عن طريق التحام عدة مجرات صغيرة ببعضها. وربما يحدث مثل ذلك الاصتدام عندما تقترب مجرة المرأة المسلسلة من مجرتنا مجرة درب التبانة مستقبلا (تقترب مجرتنا من مجرة المرأة المسلسلة بسرعة تقدر بين 100 إلى 140 كيلومتر في الثانية، وقد تصتدم المجرتان بعد نحو 5و4 مليار سنة).
- تبدو المجرتان مجرتا الهوائيات وNGC 4039 لنا كالآتي:
- NGC 4038 ذات اتساع

5,2' x 3,1' وقدر ظاهري +10,30،
- NGC 4039 اتساعها

3,1' x 1,6' وقدرها الظاهري +10,40.
خلال التحام المجرتان مع بعضهما يبدو الغاز الكوني كثيفا بحيث يعمل على تنشيط تكوّن نجوم جديدة. وتبدو مناطق نشأة نجوم جديدة وبالتالي ما يؤول إليها من سحب انبعاث في هيئة عقد مضيئة تظهر فيها أذرعة مجرية واضحة.

## مصدر أشعة إكس

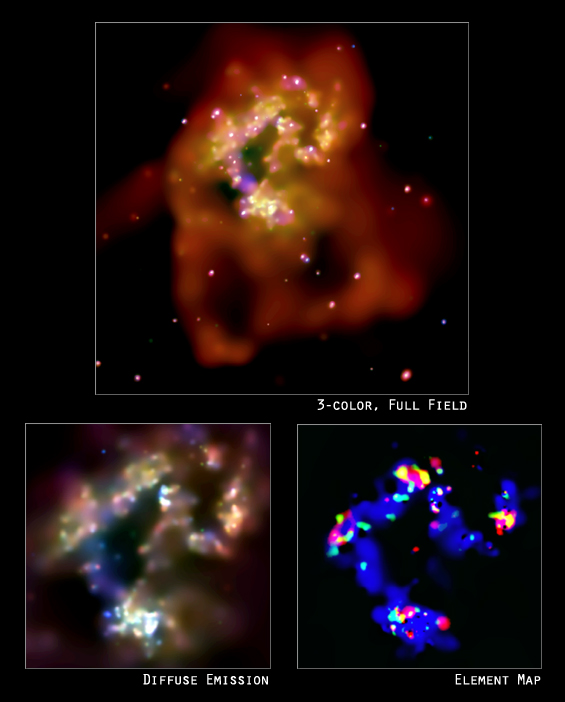
تبين تلك الصورة المركبة لمجرتي الهوائيات تفاعلهما مع بعضهما. الصورة العليا واسعة الزاوية لأشعة إكس تبين حلقات من الغاز الساخن تمتد عبر الجزء الجنوبي من المجرتين. وتبين الصورة على اليسار المصادر في قلب المجرتين التي تنبعث منها أشعة سينية، وقد عوملت الصورة لكي تبين باللون الأحمر مناطق غنية بالحديد، ومناطق وجود المغنسيوم (أخضر)، ومناطق وجود السيليكون (أزرق).مستعارة من: ناسا/CXC/SAO/G.Fabbiano et al

ويبين تحليل صور تلسكوب شاندرا الفضائي للأشعة السينية وجود النيون والمغنسيوم والسيليكون في المجرتين. تلك من ضمن العناصر التي يمكن أن يتكون منها كواكب. وتفوق نسبة وجود المغنسيوم والسيليكون في تلك السحب نسبة وجودها في الشمس 16 و24 مرة على التوالي.
يبلغ عرض الصورة 8و4 دقيقة قوسية. ويعطي جهاز ACIS الألوان كالآتي: الأحمر لطاقة أشعة إكس بين 3و0 - 65و0 كيلو إلكترون فولت، واللون الأخضر لأشعة سينية طاقتها بين 65و0 - 5و1 ألف إلكترون فولت، واللون الأزرق للأشعة السينية ذات طاقة بين 5و1 - 0و6 كيلو إلكترون فولت keV.

## تطورهما الزمني
كانتا المجرتان منفصلتان قبل نحو 2و1 مليار سنة. فكانت
NGC 4038 مجرة حلزونية ضلعية والمجرة NGC 4039
مجرة حلزونية. وقبل أن تتصادما كانت المجرة
NGC 4039 أكبر من NGC 4038.
وقبل 900 مليون سنة اقتربت المجرتان منبعضهما فكانتا تظهرام في شكل مشابه ل NGC 2207 وIC 2163 وقبل نحو 600 مليون سنة تداخلت المجرتان بحيث كانت تظهرات في هيئة مشابهة لمجرتي الفئران. وقبل 300 مليون سنة بدأت أذرعة الاستشعار تخرج من بينهما بسبب قوى المد والجزر.
وحاليا امتدت قرون الاستشعار مليئة بالنجوم عبر مسافات طويلة مكونة الشكل الحالي الذي نراه.
من المتوقع أنه خلال 400 مليون سنة سوف تصتدم حوصلتي المجرتين وتلتحمان في حوصلة موحدة وتحيطها نجوم وغاز وغبار. وقد بينت الدراسات المبنية على المشاهدات الفلكية والمحاكاة الحسابية المعتمدة على نماذج للاصتدام أن مجرتي الهوائيات قد تكوّنا سويا مجرة إهليجية.

## اقرأ أيضا
- مجرة عجلة العربة
- تصادم مجري

## وصلات خارجية
- The Antennae Galaxies (10/22/1997)
The Antennae (04/29/2011)
- The Register: Galactic prang fingered in star formation mystery
- ESA/Hubble News Release
- ESA/Hubble images of Antennae Galaxies
- Animations of galactic collision producing antennae structures

## اقرأ أيضا
- اصطدام المرأة المسلسلة بدرب التبانة
- مجرتي الفئران
- مجرتي 1410
- نزع مديجزري
- نزع إن جي سي 2207 وأي سي 2163
- مجموعات وعناقيد المجرات
- انفجار أشعة غاما 971214
- انفجار أشعة غاما
- مستعر أعظم 1987 أي
- مستعر أعظم
- إن جي سي 1309
- إن جي سي 2244
- إن جي سي 2818
- إن جي سي 2438
- GN-z11